# 사과 파이
사과 파이(沙果pie)는 사과를 넣어 구운 파이이다. 애플 파이(영어: apple pie)로도 부르며, 미국의 국민 음식 가운데 하나로 여겨진다. 타르트 형태로 만든 것은 사과 타르트(沙果tarte)라 부른다.

## 지역별 사과 파이

### 네덜란드·벨기에
네덜란드식 사과 타르트는 격자 형태의 아펄타르트(네덜란드어: appeltaart)와 부스러기 형태의 아펄크라위멀타르트(네덜란드어: appelkruimeltaart)로 나눌 수 있으며, 후자는 독일의 슈트로이젤쿠헨과 비슷하다. 턴오버인 아펄플랍도 즐겨 먹는 간식이다.

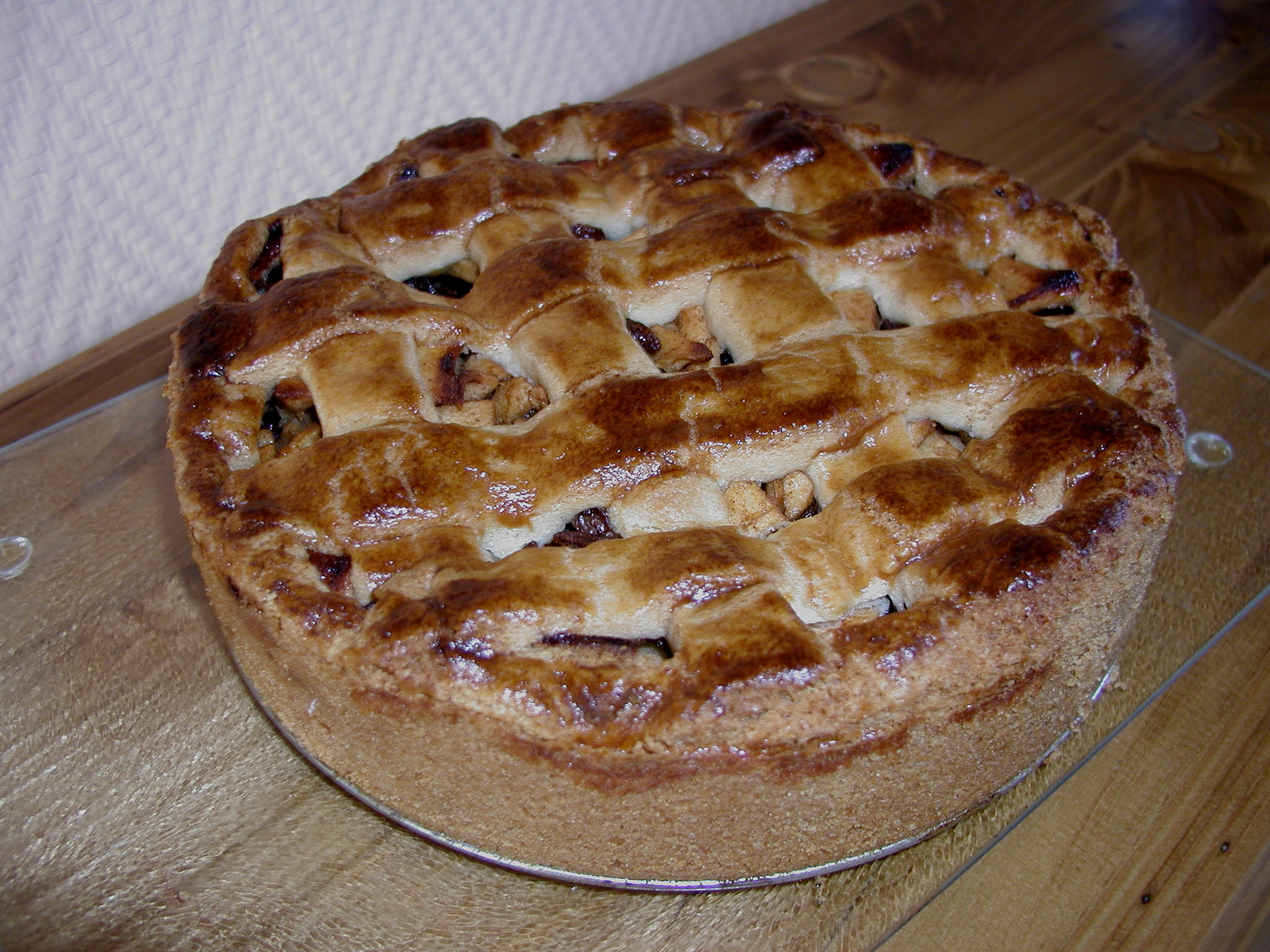
아펄타르트
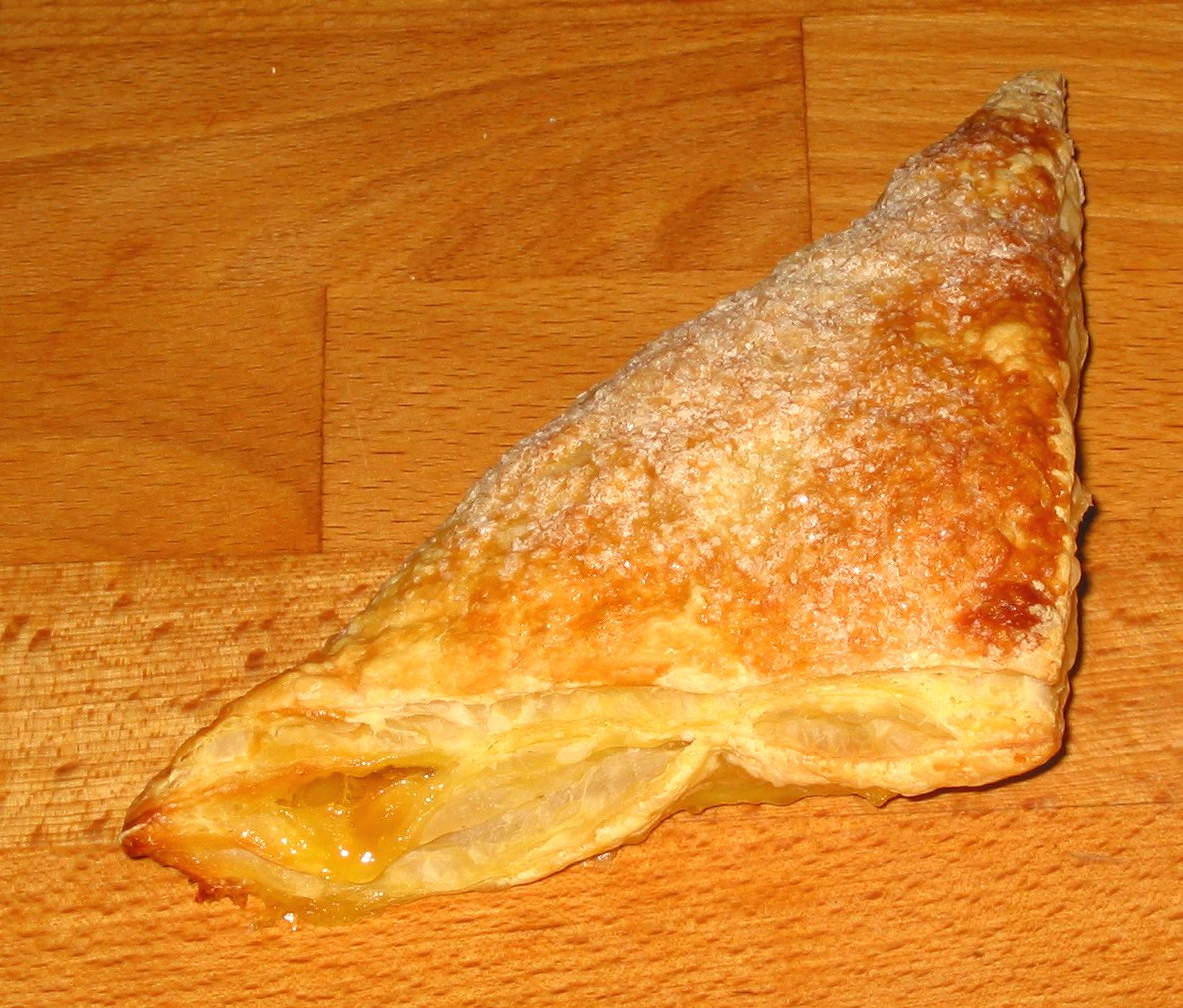
아펄플랍

### 독일·오스트리아
독일의 사과 케이크인 아펠쿠헨은 사과 파이와 비슷하다. 오스트리아에서는 사과를 넣은 슈트루델인 아펠슈트루델을 먹는다.

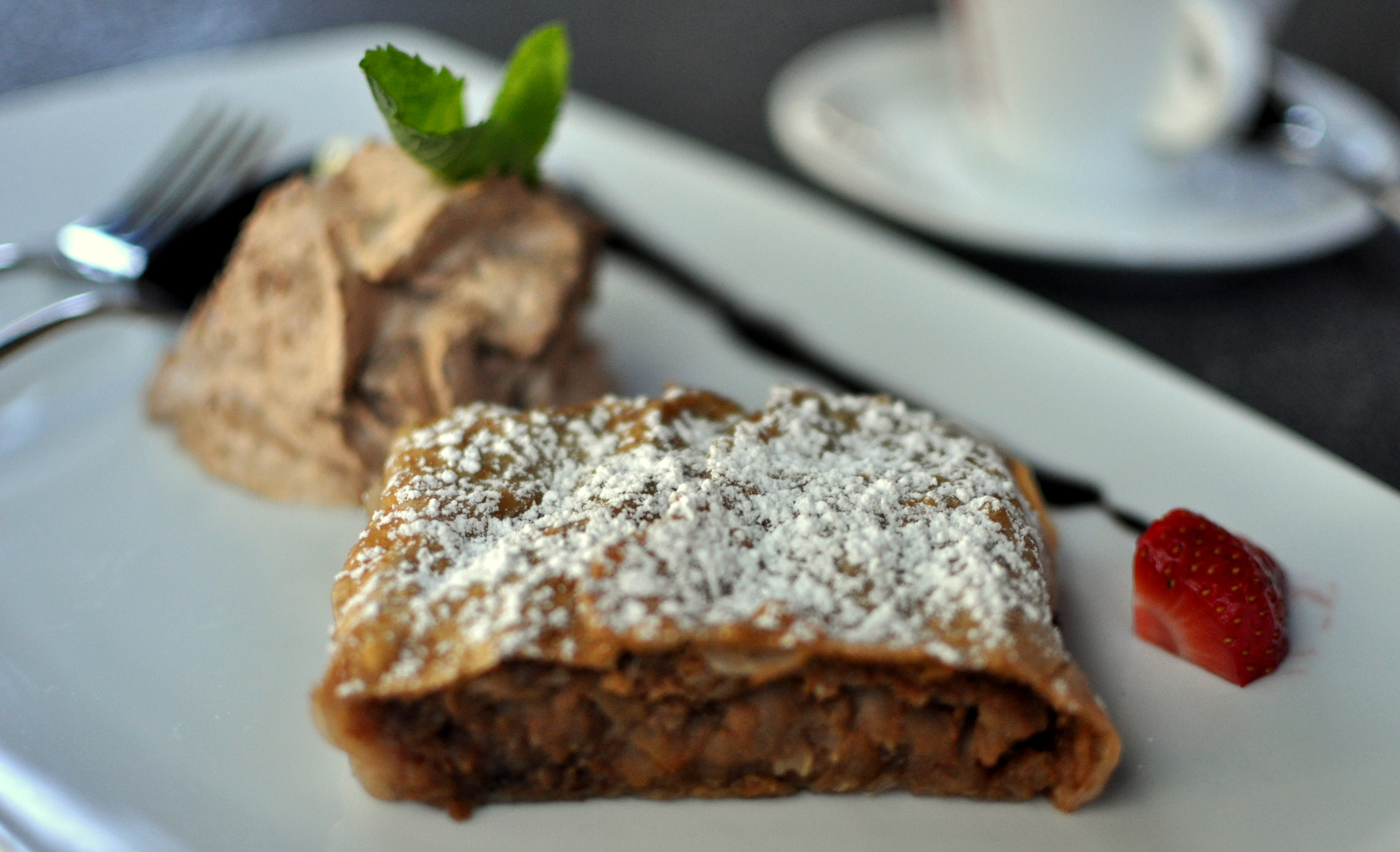
아펠슈트루델
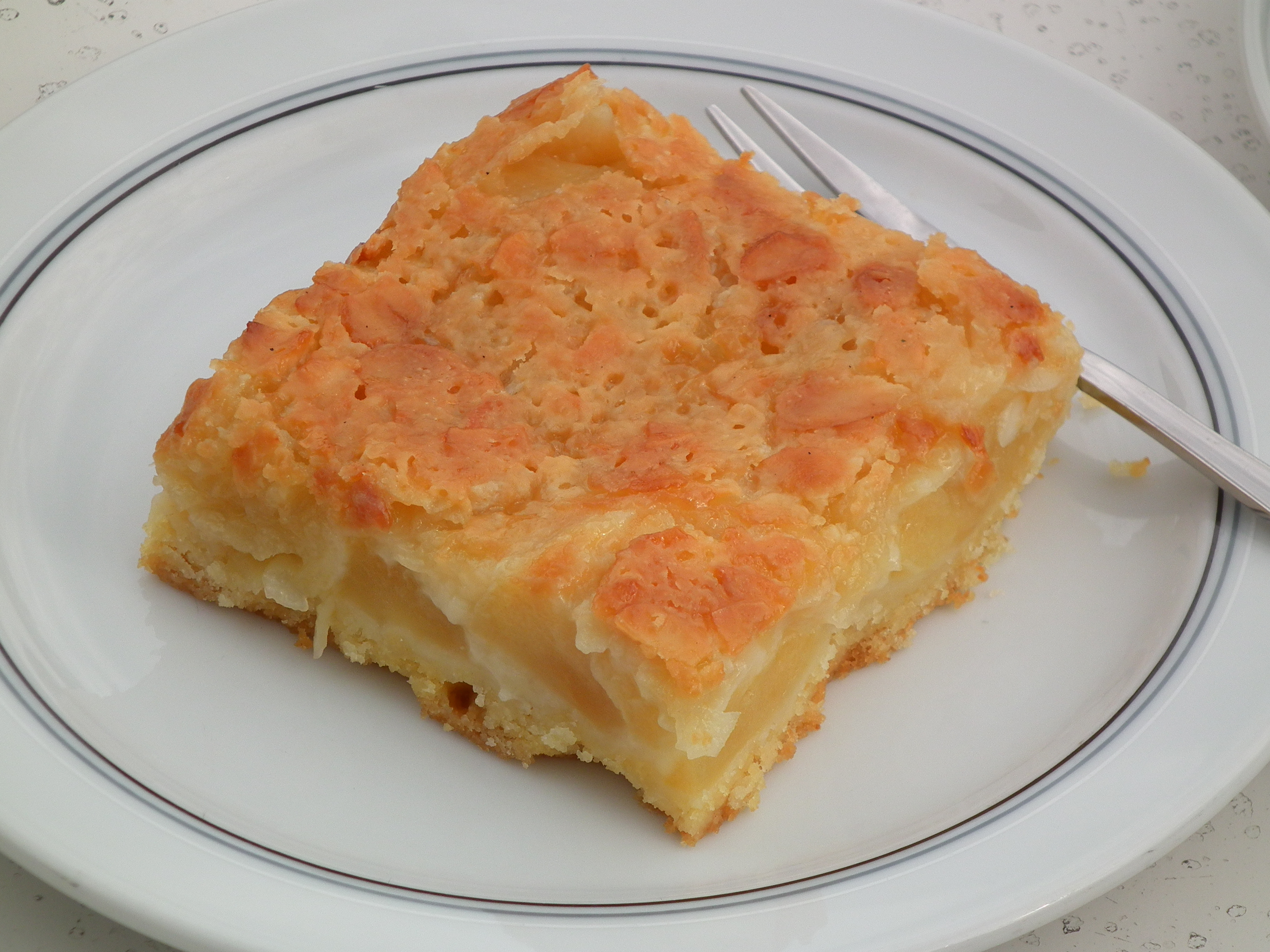
아펠쿠헨
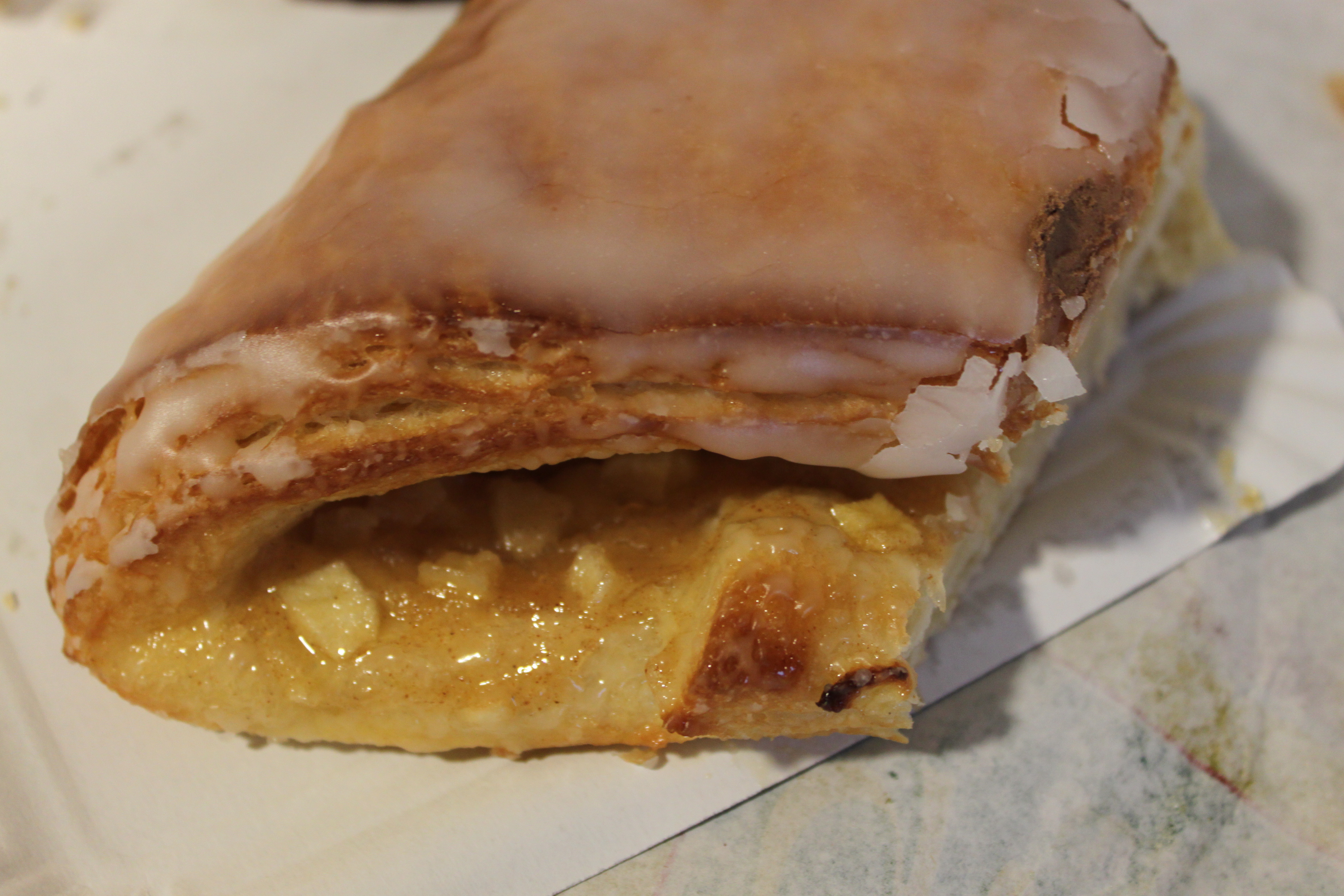
아펠타셰

### 스웨덴
스웨덴의 사과 파이인 에펠파이(스웨덴어: äppelpaj)는 페이스트리보다는 크럼블에 가까운 음식이다. 독일의 아펠쿠헨과 비슷한 에펠카카도 즐겨 먹는다.

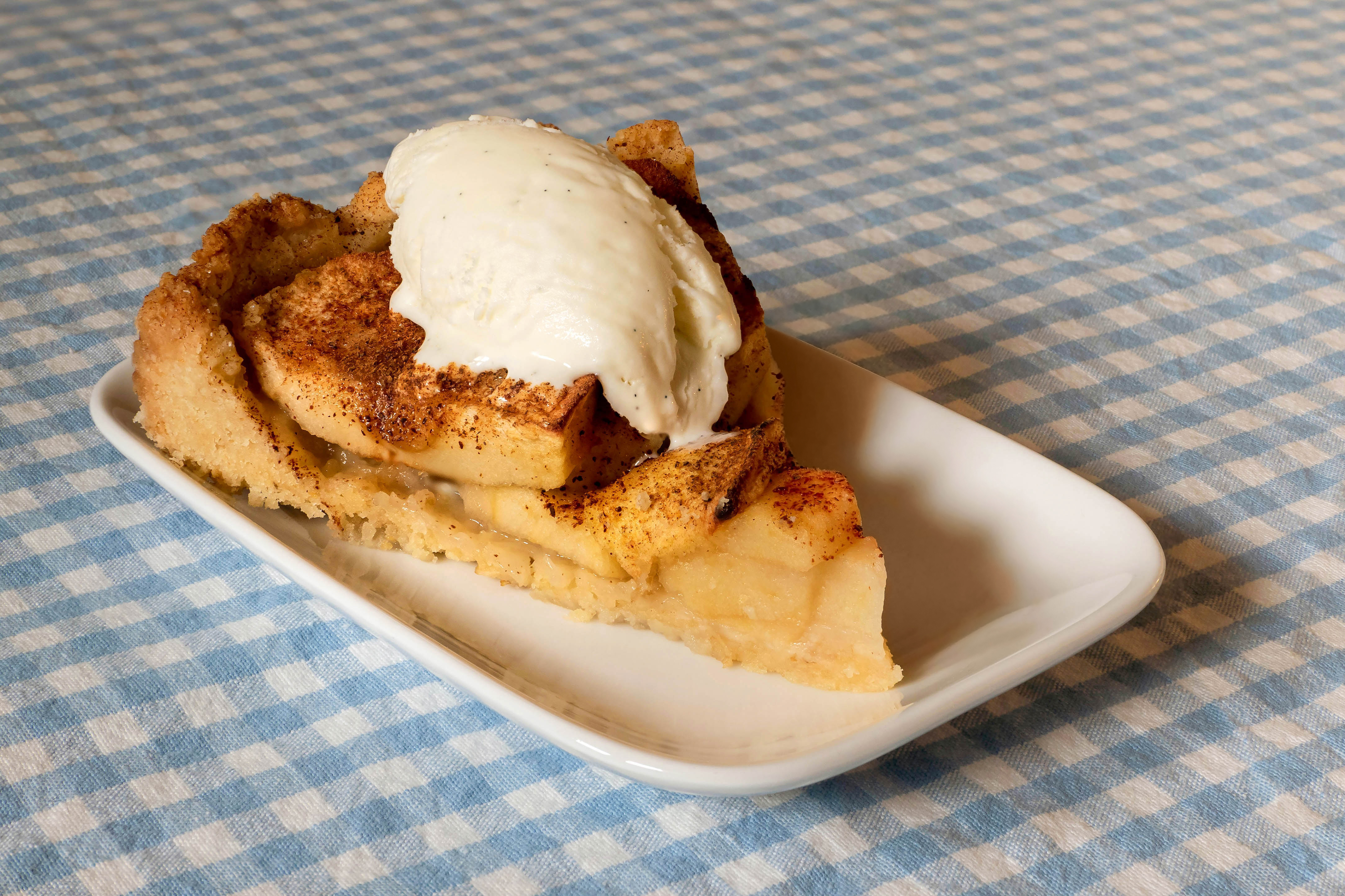
바닐라 아이스크림을 올린 에펠카카

### 영국·미국
영미권의 사과 페이스트리는 형태에 따라 파이인 것은 애플 파이(영어: apple pie), 타르트인 것은 애플 타트(영어: apple tart)로 부른다.
미국식 애플 파이의 요리법은 영국, 네덜란드, 스웨덴 이민자의 영향을 받아 만들어졌다. 미국에서는 애플 파이가 국민 음식, 국가 상징의 하나이자 대표적인 위안을 주는 음식으로 여겨진다.

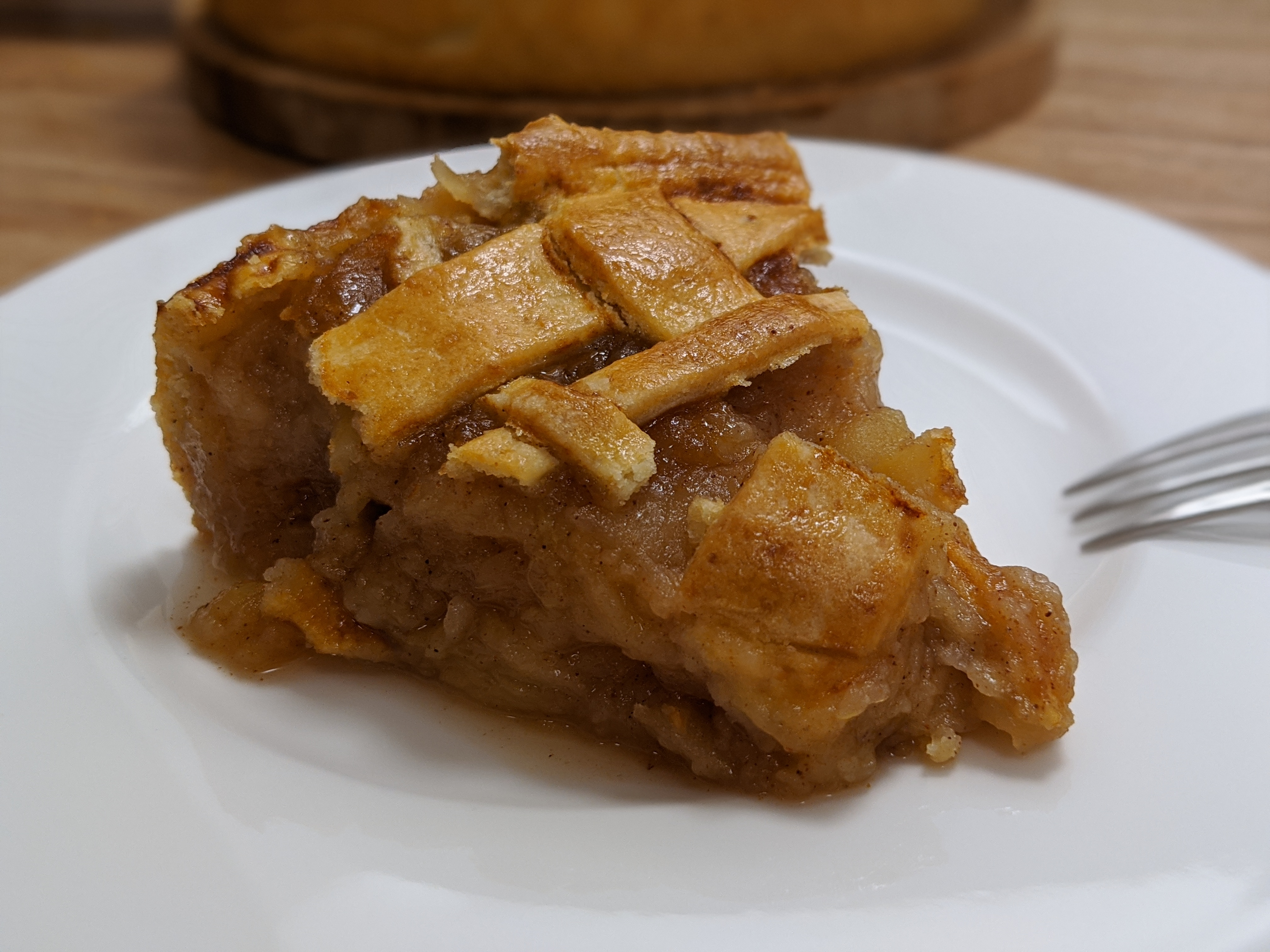
애플 파이
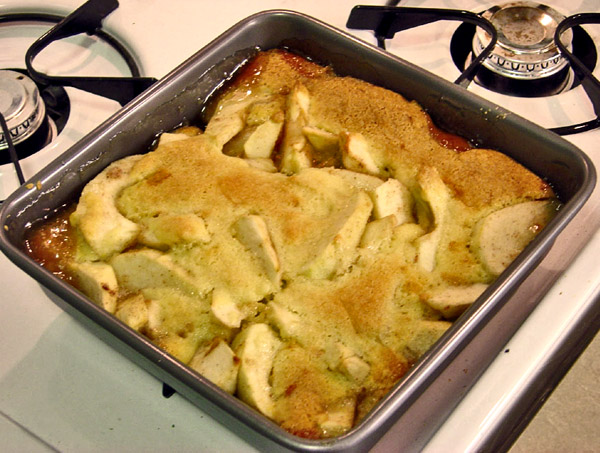
애플 코블러
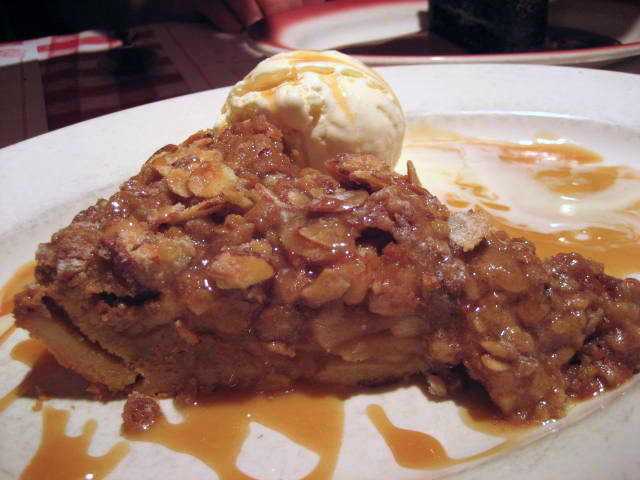
애플 크리스프
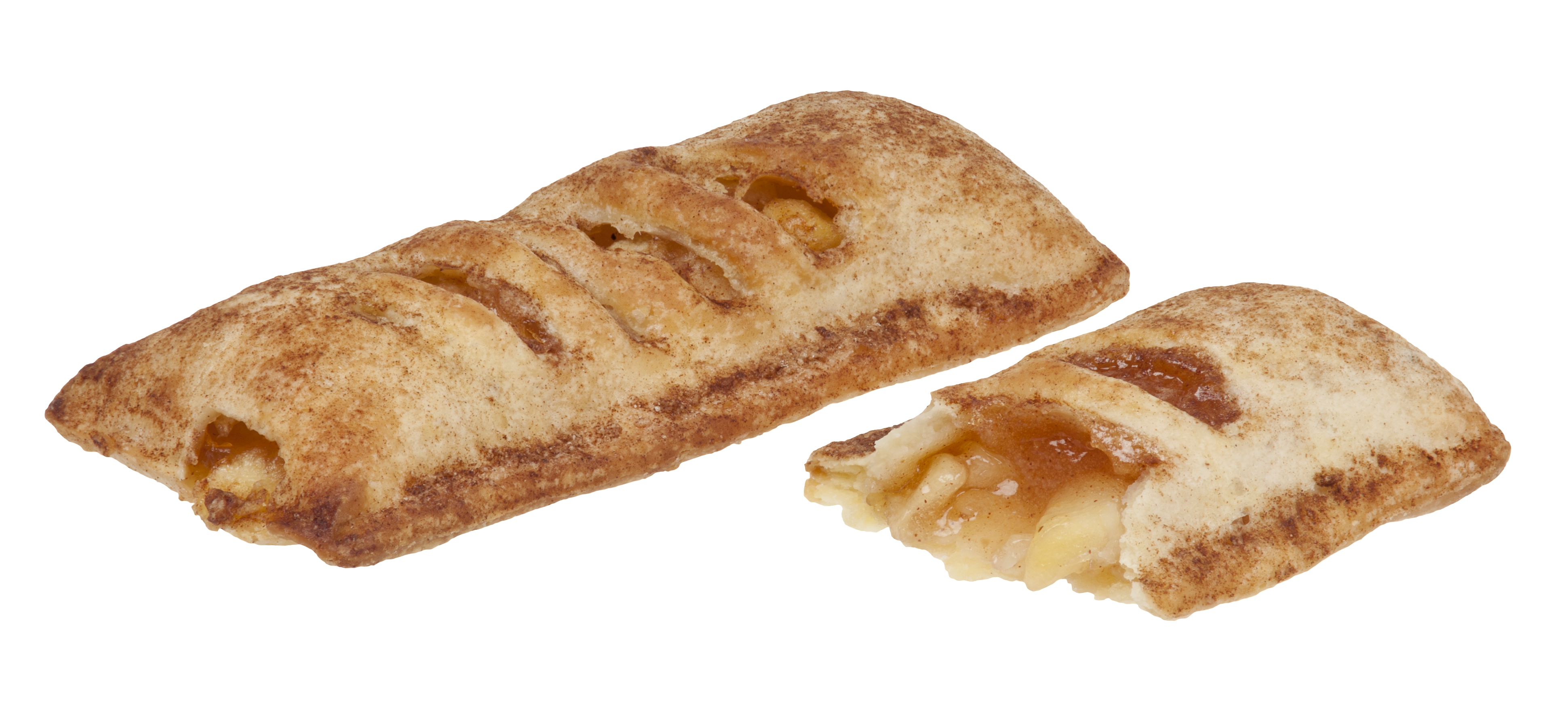
맥도날드 애플 파이

### 이탈리아
이탈리아에서는 사과를 넣어 만든 크로스타타를 먹는다.

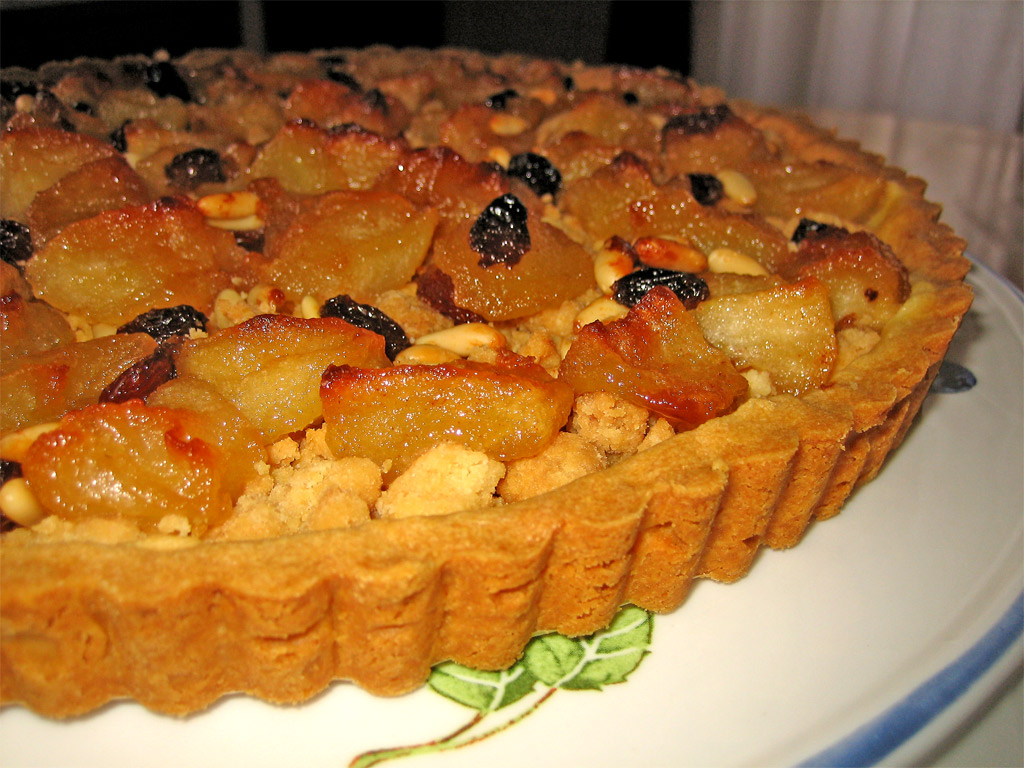
크로스타타 디 멜레

### 프랑스
프랑스의 사과 타르트로는 타르트 타탱, 타르트 노르망드 등이 있으며, 턴오버인 쇼송 오 폼도 즐겨 먹는 간식이다.

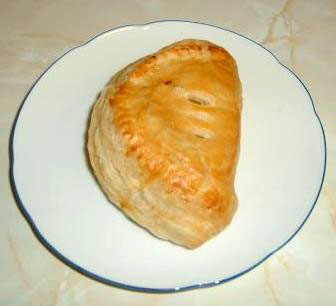
쇼송 오 폼
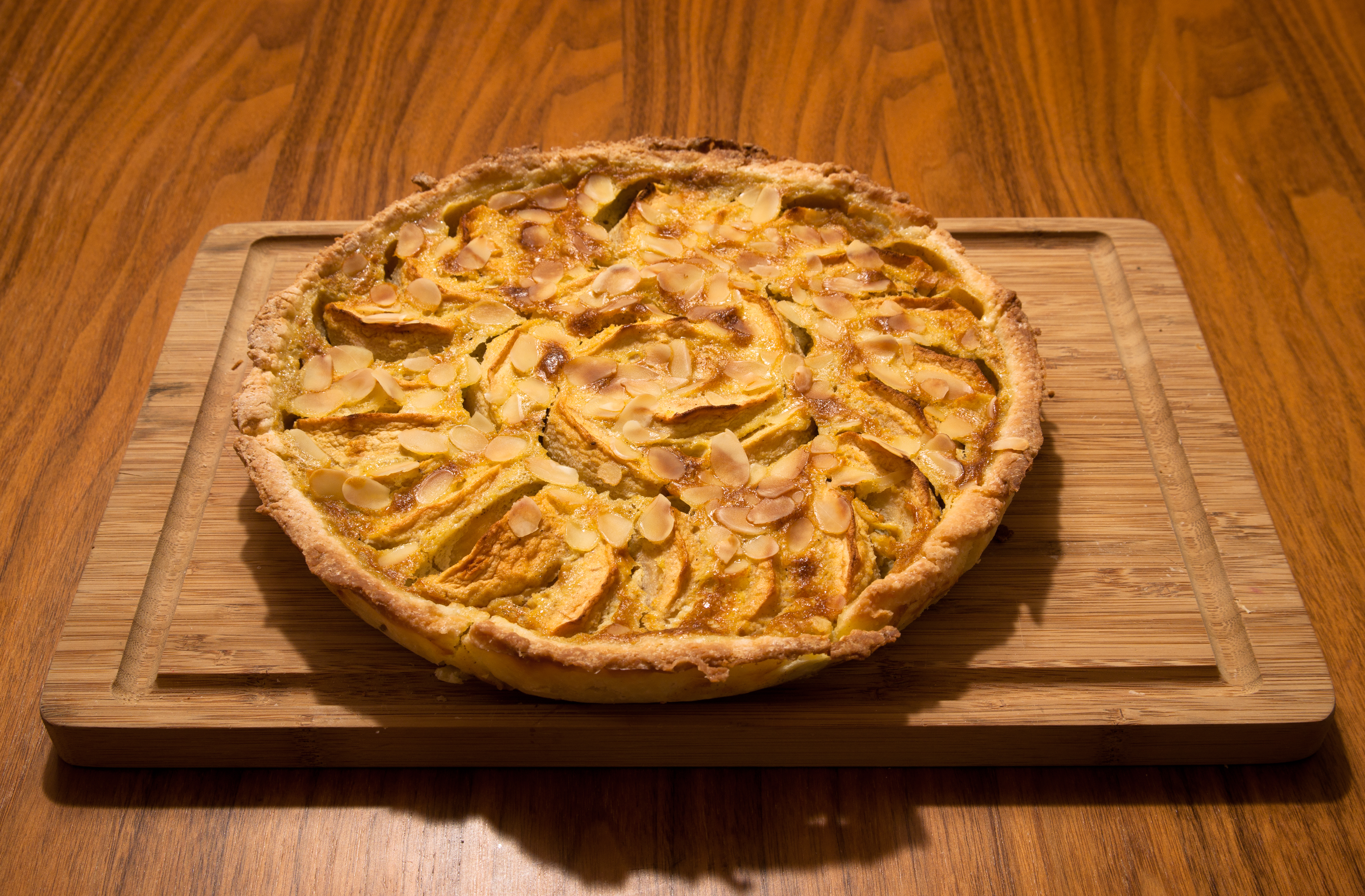
타르트 노르망드
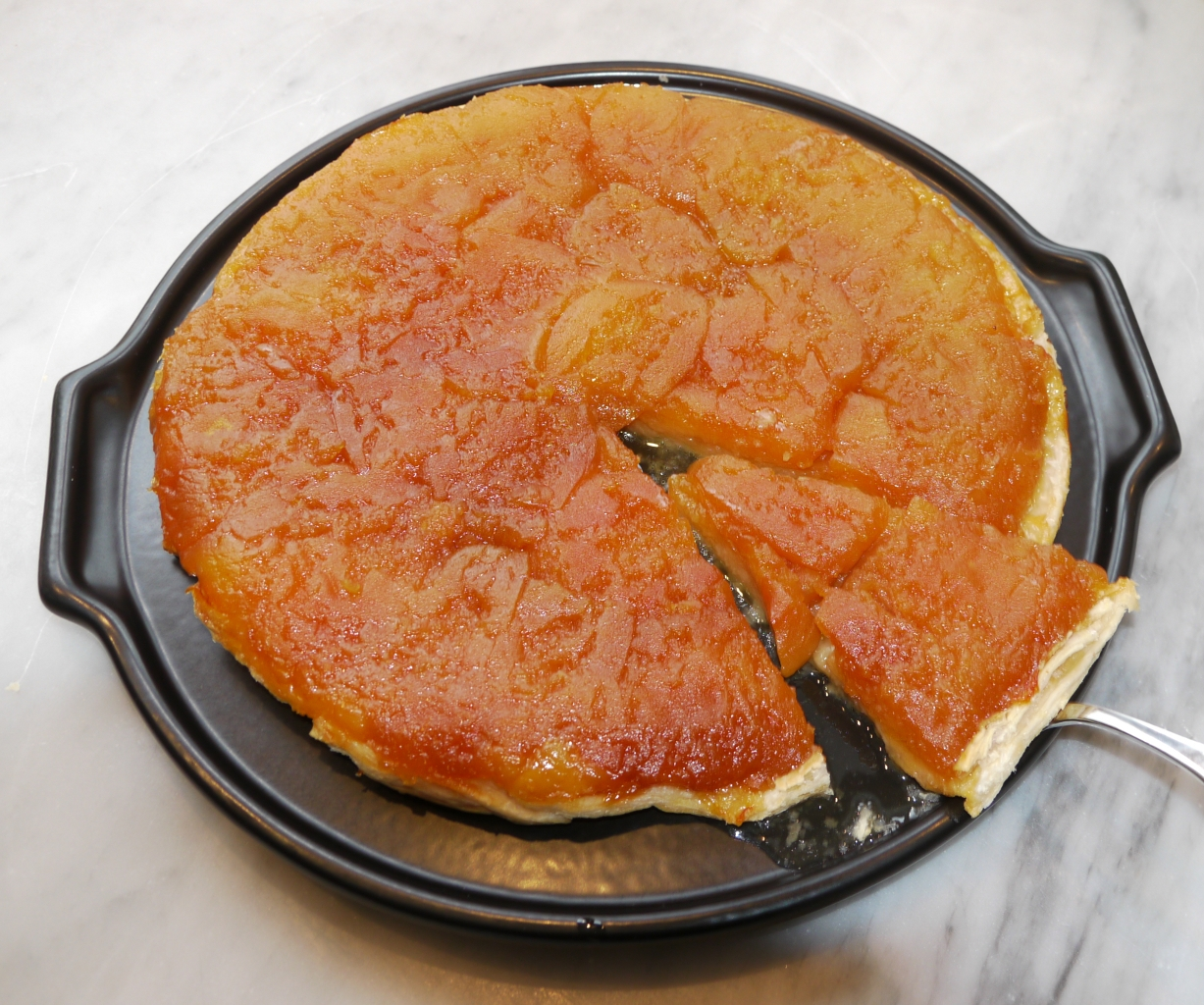
타르트 타탱

## 사진

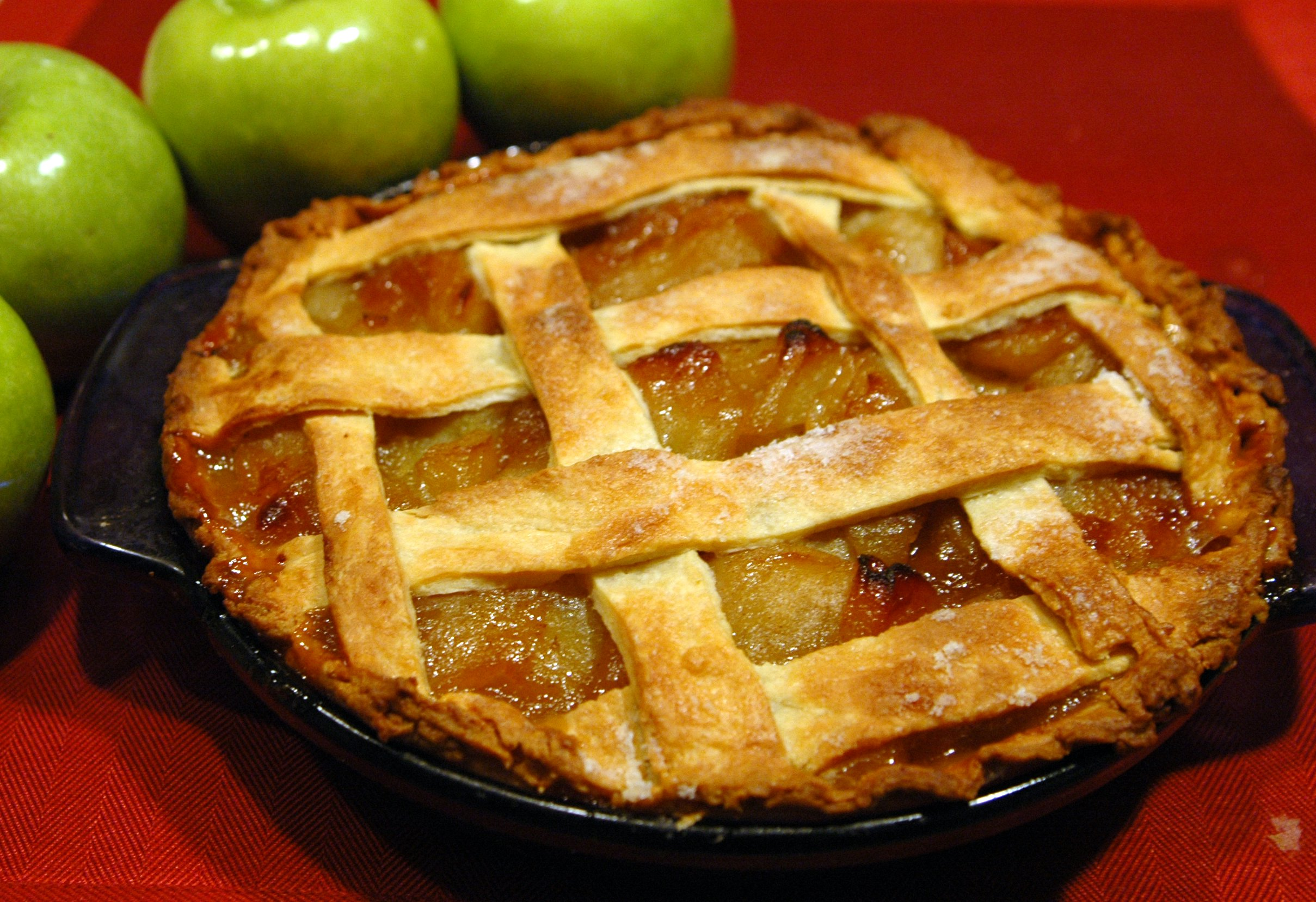
격자 형태의 사과 파이
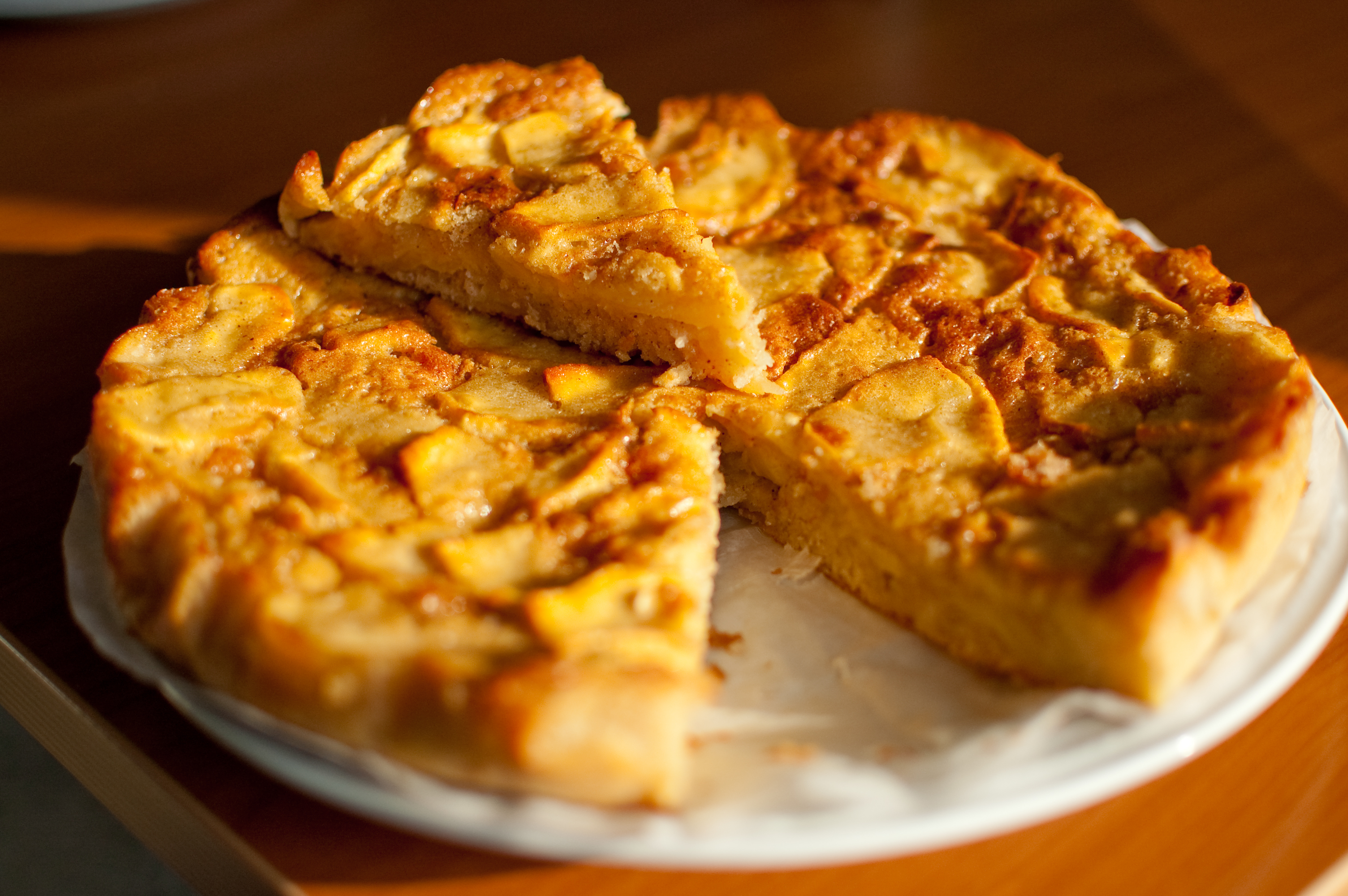
사과 타르트

## 같이 보기
- 사과 케이크
- 사과 요리 목록